# 北蔚山駅
北蔚山駅（プグルサンえき）は、大韓民国蔚山広域市北区に位置する韓国鉄道公社東海線の駅である。

## 歴史
- 2021年12月28日：開業[1]。
- 2026年6月：東海電鉄線が当駅まで延伸予定。

## 隣の駅
韓国鉄道公社
東海線
ITX-マウム・ムグンファ号・ヌリロ号
太和江駅 - 北蔚山駅 - （外東信号場） - 慶州駅